# Liopropoma incandescens
Liopropoma incandescens là một loài cá biển thuộc chi Liopropoma trong họ Cá mú. Loài này được mô tả lần đầu tiên vào năm 2019.

## Từ nguyên
Trong tiếng Latinh, từ incandescens có nghĩa là "phát sáng", ám chỉ sắc vàng và cam rực rỡ trên cơ thể của L. incandescens. 

## Phân bố và môi trường sống
L. incandescens có phạm vi phân bố ở Tây Thái Bình Dương. Loài cá mới này được tìm thấy tại đảo san hô Ant (Ahnd), thuộc đảo Pohnpei (Liên bang Micronesia). Mẫu tiêu bản duy nhất của L. incandescens được thu thập trong một khe nứt nhỏ trên một rạn san hô ở độ sâu khoảng 130 m. Một cá thể thứ hai (dài khoảng 10 cm) đã được nhìn thấy trong cùng khu vực, nhưng không được thu thập.

## Mô tả
Mẫu vật duy nhất thu thập được của L. incandescens có chiều dài đo được là 10 cm. Mõm, đỉnh đầu và thân của L. incandescens có màu vàng, chuyển sang màu cam sáng ở 2/3 vùng thân trên và đến vây đuôi. Má có màu hồng nhạt với những đốm màu vàng phía sau mắt, trên vùng lưng và đến gốc vây lưng mềm. Đầu có một đường màu cam từ mõm, băng qua đỉnh mắt đến rìa trên của nắp mang. Đồng tử màu đen với viền ngoài màu vàng; mắt màu tím nhạt. Ngực, cổ họng và bụng có màu hồng cam nhạt. Gai vây lưng màu vàng cam; lớp màng nối trong suốt; viền trắng. Vây ngực màu cam nhạt, phía trước có màu vàng. Vây hậu môn màu cam, phía trước có màu vàng; viền trắng. Giữa vây đuôi có màu cam, có 2 đốm đen với rìa trắng ở trên thùy trên và dưới. 
Số gai ở vây lưng: 8; Số tia vây mềm ở vây lưng: 13; Số gai ở vây hậu môn: 3; Số tia vây mềm ở vây hậu môn: 9; Số tia vây mềm ở vây ngực: 14; Số vảy đường bên: 62; Số gai ở vây bụng: 1; Số tia vây mềm ở vây bụng: 5. 